# Záhoří (Mladé Bříště)
Záhoří (německy Sahorsch) je malá vesnice, část obce Mladé Bříště v okrese Pelhřimov. Nachází se asi 1,5 km na severozápad od Mladého Bříště. V roce 2009 zde bylo evidováno 35 adres. V roce 2001 zde trvale žilo 60 obyvatel.
Záhoří leží v katastrálním území Záhoří u Humpolce o rozloze 3,12 km2.

## Další fotografie

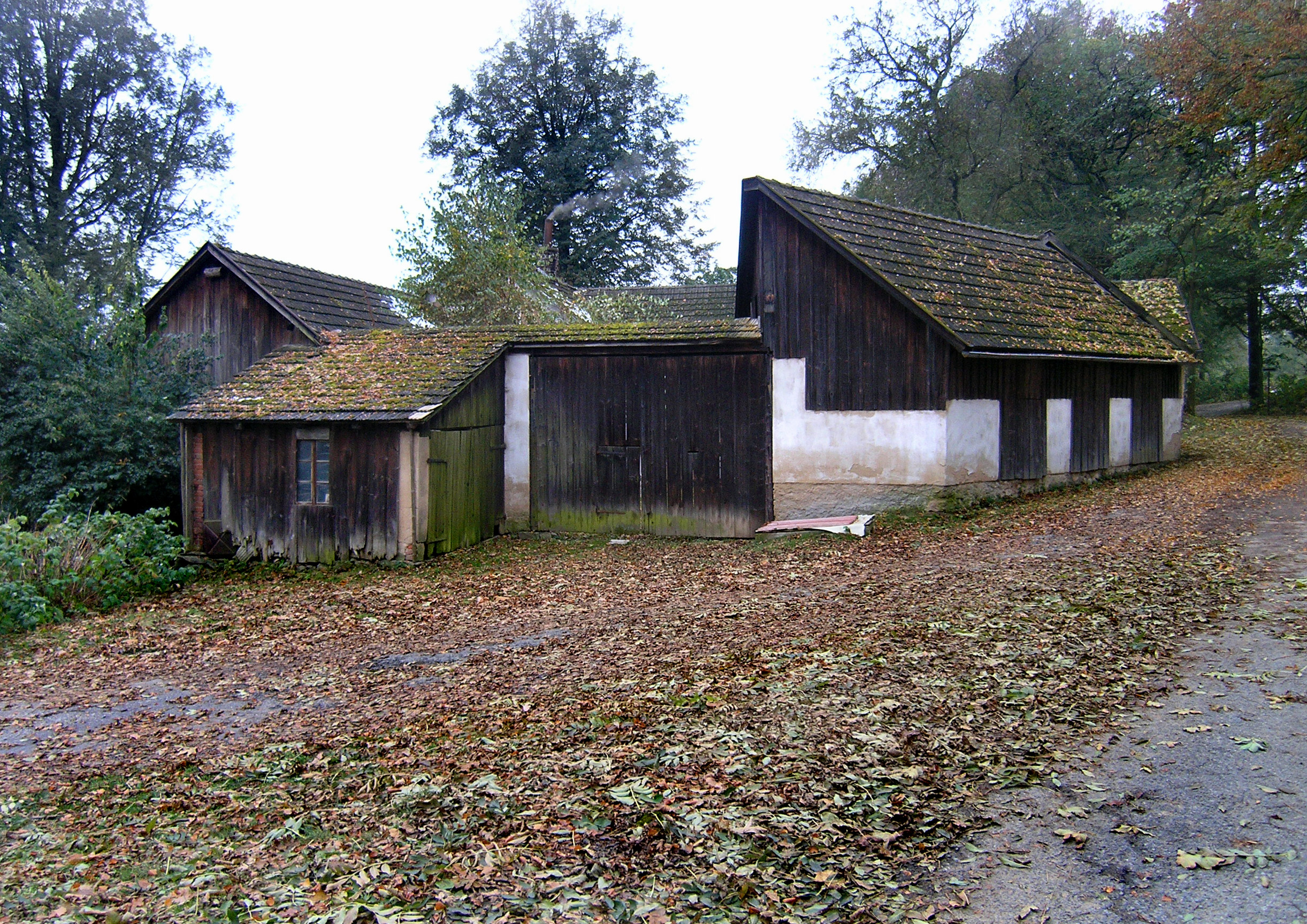
Bývalý statek v hodní části vesnice
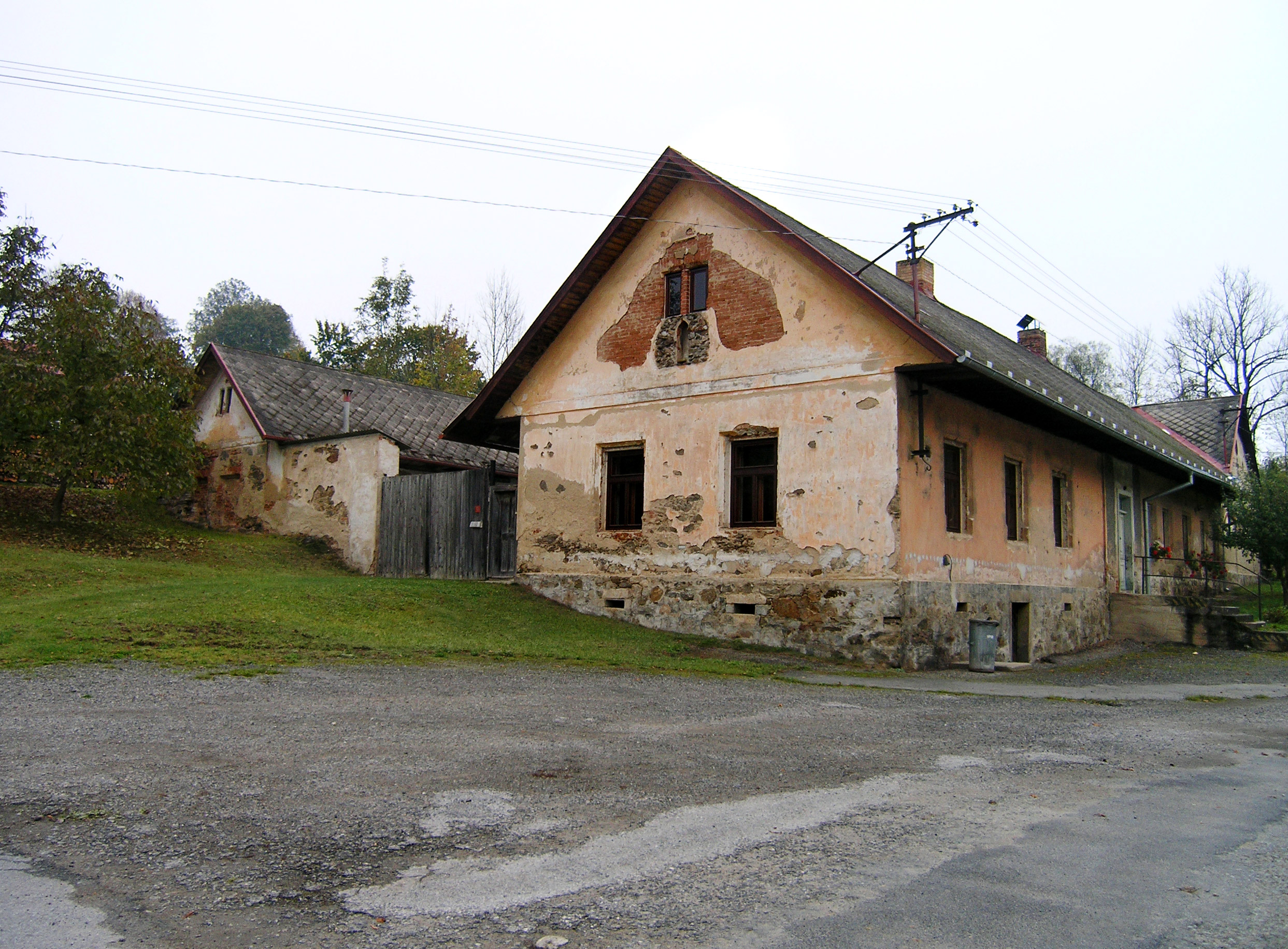
Rozpadající se dům čp. 15
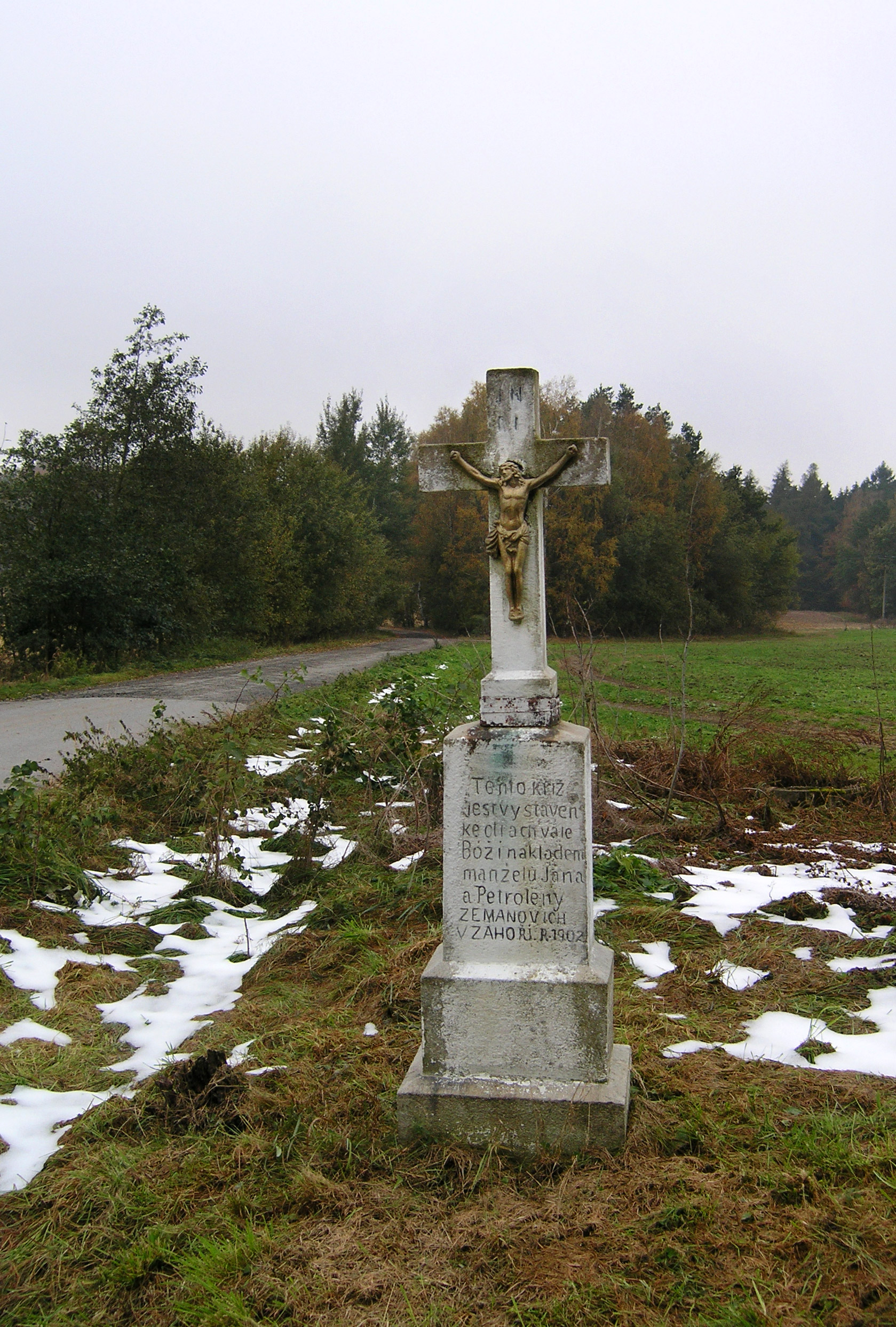
Křížek nad vesnicí